# Anyphops hessei
Espèce
Synonymes
- Selenops hessei Lawrence, 1940

Anyphops hessei est une espèce d'araignées aranéomorphes de la famille des Selenopidae.

## Distribution
Cette espèce est endémique d'Afrique du Sud. Elle se rencontre au Cap-Occidental et en État-Libre.

## Description
La femelle holotype mesure 8,3 mm.

## Publication originale
- Lawrence, 1940 :  The genus Selenops (Araneae) in South Africa. Annals of the South African Museum, vol. 32, p. 555-608 (texte intégral).